# 李幼蒸
李幼蒸（1936年11月11日—），中国社科院世界文明比较研究中心特约研究员，国际符号学学会(IASS)副会长。
1959年天津大学土建系肄业，居家自修中外文史哲理论，1978-1988年在中国社科院哲学所工作。其后曾任普林斯顿大学哲学系、哥伦比亚大学哲学系、德国波鸿大学哲学所等地访问学者。现居美国。
其个人网站总结学术方向有四个：中西符号学、比较人文学、仁学伦理学、结构实证论。

## 著作
- 《仁学解释学》，北京中国人民大学，2004
- 《历史符号学》，广西师大，2003
- 《形上逻辑和本体虚无：现代德法伦理学认识论研究》，北京商务，2000，2004
- 《中国伦理学原型的结构》（The Structure of the Chinese Ethical Archetype, Peter Lang）,法兰克福，1997
- 《汉代学术意识形态的构成》（The Constitution of Han-Academic Ideology, Peter Lang), 法兰克福， 1997
- 《比较人文学的认识论问题：从中国符号学观点看》（Epistemological Problems in the Comparative Humanities—A Semiotic/Chinese Perspective, Peter Lang），法兰克福，1997
- 《结构和意义》，台北联经，1994；北京中国社科， 1996
- 《理论符号学导论》，北京中国社科，1993；台北唐山，1997；北京社科文献，1999
- 《当代西方电影美学思想》，北京中国社科， 1986；台北时报，1991
- 《忆往叙实》，重庆重大出版社，2009
- 《儒学解释学：重构中国伦理思想史（上下卷）》，北京中国人大，2009

## 译著
- 胡塞尔《纯粹现象学通论》，北京商务，1992；台北桂冠，1994；北京中国人民大学，2004
- 保罗·利科《哲学主要趋向》，北京商务，1988， 2004
- 罗蒂《哲学和自然之镜》，北京三联，1987；台北桂冠，1990；北京商务，2004
- 罗兰·巴特《符号学原理/写作的零度：结构主义文学理论文选》，北京三联，1988；台北时报，1991
- 罗兰·巴特《符号学原理》，北京人大，2008；
- 罗兰·巴特《符号学历险》，北京人大，2008；
- 麦茨等《结构主义和符号学：电影理论文选》，北京三联，1987；（扩大版）2002
- 列维-斯特劳斯 《野性的思维》，北京商务，1987；北京中国人民大学，200６
- 布洛克曼《结构主义》，北京商务，1980；（扩大版）北京中国人民大学，2004
- 鲁多夫·贝尔柰特等《胡塞尔思想概论》，北京人大，2011；